# Mi hermana Ji, por Papelucho
Mi hermana Ji, por Papelucho es una novela corta de la escritora chilena Marcela Paz. Es la séptima entrega de la serie literaria infantil creada por la autora que tiene como protagonista a Papelucho, un ingenioso niño chileno. Fue publicado por primera vez en 1964.

## Argumento
Papelucho debe cuidar a su hermana pequeña Ji, quien traviesamente se la pasa desapareciendo. La nueva tarea de su hermano mayor se convierte entonces en descubrir dónde se ha ido, analizando las pistas que nadie más que él puede reconocer.

## Personajes principales
- Papelucho
- Ji
- Padres de Papelucho
- Domitila

## Adaptaciones
La obra fue adaptada al teatro por Luna del Canto, con el título "Jota I: La hermana Ji". En 2013, se presentaron varias funciones en el Teatro Mori Parque Arauco bajo la dirección de Verónica García-Huidobro, en una coproducción de Centro Mori, Mori Familiar y Compañía La Balanza.